# Menella kouare
Menella kouare är en korallart som beskrevs av Manfred Grasshoff 1999. Menella kouare ingår i släktet Menella och familjen Plexauridae. Inga underarter finns listade i Catalogue of Life.